# ヒットパレード (1950年の映画)
『ヒットパレード』（英語: Hit Parade）は、1950年（昭和25年）、松石道平が監督し、シネアートアソシエートオブトーキョーが製作、東京映画配給が配給して公開した日本の短篇ドキュメンタリー映画である。同時上映は日本映画科学研究所製作、野口博志監督の『岡晴夫のマドロスの唄』。

## 略歴・概要
第二次世界大戦後の1949年（昭和24年）10月1日に設立された新興の映画配給会社である東京映画配給（現在の東映）は、おもに京都・太秦の東横映画、東京・東大泉の太泉スタヂオの製作物を劇場に配給するために設立されたが、本作のような独立系の製作会社の作品も多く配給した。本作は『岡晴夫のマドロスの唄』と二本立で「歌謡映画祭」と銘打って、公開された。本作の完成は、公開の前年12月23日であったが、公開までに2か月がかかっている。脚本を執筆した清水正二郎は、シネアートアソシエートオブトーキョーの次作『裸の天使』（監督中川順夫、配給松竹）の脚本も書いている。清水は、のちの直木賞作家胡桃沢耕史の本名であり、経歴において「東映でシナリオライターとなった」とは本作の執筆等を指す。
一方で、東京国立近代美術館フィルムセンターは、本作の上映用プリント等を所蔵していない。

## 作品データ
- 製作 : シネアートアソシエートオブトーキョー
- 上映時間 （巻数 / メートル） : 25分 （6巻 / - メートル）
- フォーマット : 白黒映画 - スタンダード・サイズ（1.37:1） - 24fps - モノラル録音
- 映倫番号 : 116[1] （旧映倫）
- 公開日 :  日本 1950年2月14日
- 配給 :  東京映画配給

## スタッフ
- 監督 : 松石道平
- 脚本 : 清水正二郎

## キャスト
- 藤山一郎
- 美空ひばり
- 近江俊郎
- 灰田勝彦
- 二葉あき子
- ディック・ミネ
- 市丸